# Lepidosperma quadrangulatum
Lepidosperma quadrangulatum är en halvgräsart som beskrevs av A.A.Ham. Lepidosperma quadrangulatum ingår i släktet Lepidosperma och familjen halvgräs. Inga underarter finns listade i Catalogue of Life.